# Постійний пацієнт
«Постійний пацієнт» (англ. The Adventure of the Resident Patient) — твір із серії «Спогади Шерлока Холмса» шотландського письменника Артура Конана Дойла. Вперше опубліковано Strand Magazine у 1893 році.

## Сюжет
До Шерлока Холмса звертається молодий лікар Персі Тревельян. Він розповідає, що не так давно до нього звернувся один джентльмен Блессінгтон з пропозицією інвестувати у лікаря гроші. Він пообіцяв містеру Тревельяну краще приміщення, та вищу заробітну платню. До того ж він запропонував переїхати в його будинок, де виділить йому кімнату. Лікар погодився на пропозицію. Але останнім часом він помітив, що Блессінгтон став стривоженим, після того як містер Персі прочитав про злом десь у місті.
Нещодавно до лікаря звернувся хворий російський дворянин з сином. Син залишився у прихожій, а батько непорушно сидів перед лікарем. Тревельян пішов за ліками, та коли прийшов, ні батька, ні сина не було. На наступний день вони знову прийшли. Син сказав, що, коли батько вийшов з кімнати, він подумав, що консультація закінчилась і поїхав разом з батьком додому. У той же вечір Блессінгтон виявляє, що хтось був у його кімнаті, залишивши сліди. Це міг бути тільки син дворянина. Але що він робив у кімнаті, адже нічого не було поцуплено?

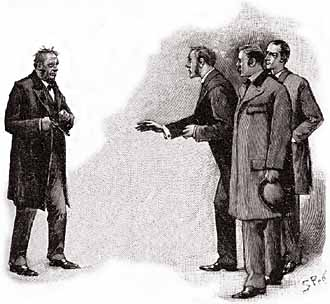
Блессінгтон, Тревельян, Холмс і Вотсон

Холмс, Вотсон навідуються до лікаря. Господар помешкання зустрічає їх з пістолетом. Містер Персі говорить, що відвідувачі хочуть допомогти йому. Детектив запитує, чому ці люди можуть щось хотіти від нього. Блессінгтон відповідає, що він зберігає гроші у віконній рамі, бо не довіряє банкірам.
Вийшовши з будинку, Холмс говорить Вотсону, що ті люди хочуть щось від Блессінгтона. «Дворянин» спеціально непорушно сидів у лікаря, щоб відволікти його, а його син міг зайти до кімнати Блессінгтона. Також детектив говорить, що хазяїн будинку напевне знає, що від нього хочуть, але приховує це.
Наступного ранку Холмс і доктор Вотсон дізнаються, що Блессінгтон повісився. Коли Шерлок Холмс прибуває до помешкання постраждалого, робить висновок, що це не самогубство. Він також говорить, що тут було троє людей, що курили сигари. Детектив зауважує, що злодії прийшли до Блессінгтона, зачитали йому якийсь вирок і виконали його.
Спливають інші факти. Усі четверо людей колись належали до однієї злочинної організації, що грабувала банки. Справжнє ім'я Блессінгтона — Сантон, троє інших, двоє з яких грали росіян, — Бідл, Хейворд і Моффет. У 1875 році банда пограбувала банк на сім тисяч фунтів. Блессінгтон (Сантон) видав своїх напарників, як результат ще один член банди, Картрайт, був повішений за вбивство сторожа, а троє інших отримали по 15 років в'язниці. Параноя Блессінгтона була викликана звісткою про передчасне звільнення колишніх членів банди, а не зломом, як він казав до цього Тревельяну. Вони знайшли Сантона і вибрали вид страти повішення, щоб помститися за Картрайта.